# فرنسيسكو ادريانو كارو
فرنسيسكو ادريانو كارو (بالإسبانية: Francisco Adriano Caro)‏ هو سياسي تشيلي، ولد في 1870 في تشيلي.